# 波姆雷瓦勒
波姆雷瓦勒（法語：Pommeréval，法語發音：[pɔmʁeval]）是法国滨海塞纳省的一个市镇，属于迪耶普区。

## 地理
波姆雷瓦勒（49°44'11"N, 1°18'50"E）面积7.6 平方千米，位于法国诺曼底大区滨海塞纳省，该省份为法国北部沿海省份，其西部及北部濒大西洋英吉利海峡，东起顺时针与索姆省、瓦兹省、厄尔省和卡爾瓦多斯省接壤。
与波姆雷瓦勒接壤的市镇（或旧市镇、城区）包括：阿尔杜瓦勒、比利、弗雷勒、梅尼勒福朗普里斯、旺特圣雷米。

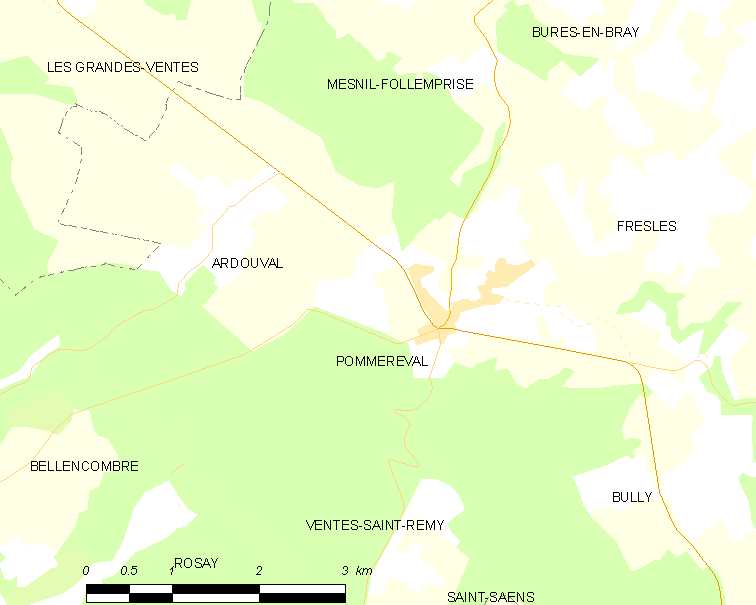
波姆雷瓦勒的OSM定位图

波姆雷瓦勒的时区为UTC+01:00、UTC+02:00（夏令时）。

## 行政
波姆雷瓦勒的邮政编码为76680，INSEE市镇编码为76506。

## 政治
波姆雷瓦勒所属的省级选区为布赖地区讷沙泰勒县。

## 人口

1962-2008年间波姆雷瓦勒人口变化图示

波姆雷瓦勒于2022年1月1日时的人口数量为513人。